# Драфт НБА 1950
Драфт НБА 1950 року відбувся 25 квітня. Це був перший драфт після перейменування Баскетбольної асоціації Америки (БАА) на НБА. 12 команд Національної баскетбольної асоціації (НБА) по черзі вибирали найкращих випускників коледжів. В кожному з раундів команди могли вибирати гравців у зворотньому порядку до свого співвідношення перемог до поразок у сезоні 1949–1950. Чикаго Стегз взяли участь у драфті, але припинили існування до початку сезону. Драфт складався з 12-ти раундів, на яких вибирали 121 гравця.

## Нотатки щодо виборів на драфті і кар'єр деяких гравців
Бостон Селтікс під першим номером вибрав Чака Шейра з Державного університету Боулінг Грін. Перед драфтом Філадельфія Ворріорз вибрала Пола Арізіна з Університету Вілланови як свій територіальний вибір. Шостий вибір Ірвін Демброт не грав у НБА, а вибрав кар'єру зубного лікаря. Четверо гравців з цього драфту, Пол Арізін, Боб Кусі, Джордж Ярдлі і Білл Шарман, введені до Зали слави.
12-й вибір Чак Купер і 100-й вибір Ерл Ллойд були першими афроамериканцями, вибраними на драфті НБА. Ллойд став першим афроамериканцем, який зіграв у грі НБА 31 жовтня 1950 року, за один день до дебюту Купера.

## Драфт

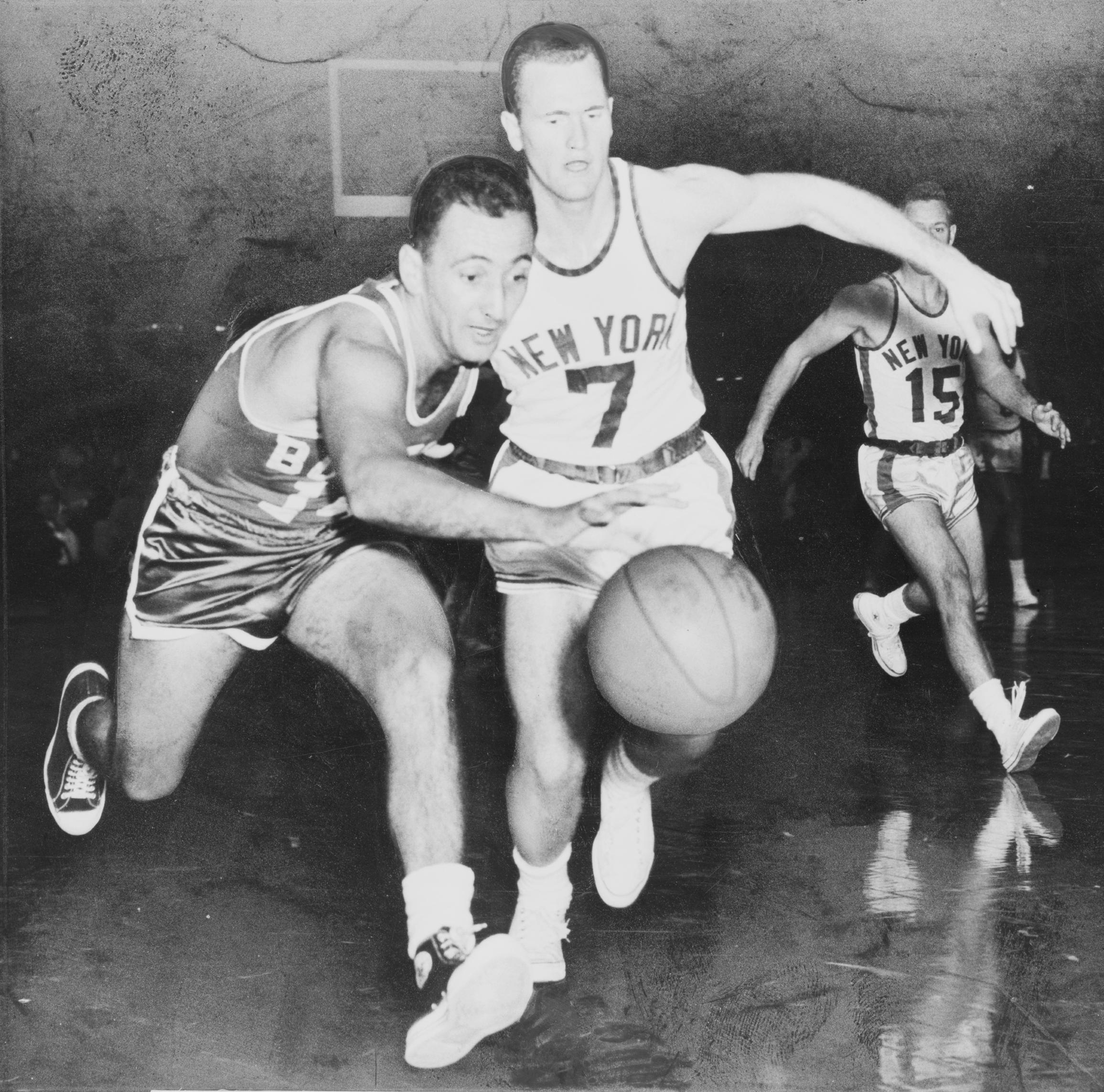
Трі-Сітіз Блекгокс обрали Боба Кусі (ліворуч) під загальним третім номером.

| Поз.    | G        | F       | C         |
| Позиція | Захисник | Форвард | Центровий |

| ^ | Позначає гравців, обраних у Баскетбольну залу слави Нейсміта                                                        |
| * | Позначає гравців, які взяли участь принаймні в одній грі матчу всіх зірок НБА і потрапили до Збірної всіх зірок НБА |
| # | Позначає гравців, які жодного разу не грали в регулярному сезоні НБА або плей-оф                                    |

| Раунд | Вибір | Гравець            | Позиція | Громадянство | Команда НБА            | Коледж            |
| ----- | ----- | ------------------ | ------- | ------------ | ---------------------- | ----------------- |
| T     | –     | Пол Арізін^        | G/F     | США          | Філадельфія Ворріорз   | Вілланова         |
| 1     | 1     | Чак Шейр           | C       | США          | Бостон Селтікс         | Боулінг Грін      |
| 1     | 2     | Дон Рефельдт       | F       | США          | Балтимор Буллетс       | Вісконсін         |
| 1     | 3     | Боб Кусі^          | G       | США          | Трі-Сітіз Блекгокс     | Голі Кросс        |
| 1     | 4     | Дік Шнітткер       | F       | США          | Вашингтон Кепітолз     | Огайо Стейт       |
| 1     | 5     | Ларрі Фауст*       | F/C     | США          | Чикаго Стегз           | Ла Саль           |
| 1     | 6     | Ірвін Бемброт#     | F       | США          | Нью-Йорк Нікс          | СКНЙ              |
| 1     | 7     | Джордж Ярдлі^      | G/F     | США          | Форт-Вейн Пістонс      | Стенфорд          |
| 1     | 8     | Боб Лавой          | F/C     | США          | Індіанаполіс Олімпіанз | Західний Кентуккі |
| 1     | 9     | Джо Макнамі        | F/C     | США          | Рочестер Роялз         | Сан-Франциско     |
| 1     | 10    | Кевін О'Ше         | G       | США          | Міннеаполіс Лейкерс    | Нотр-Дам          |
| 1     | 11    | Дон Лофгран        | F/C     | США          | Сірак'юс Нешиналз      | Сан-Франциско     |
| 2     | 12    | Чак Купер          | F       | США          | Бостон Селтікс         | Дюкейн            |
| 2     | 13    | Джон Пілч          | F       | США          | Балтимор Буллетс       | Вайомінг          |
| 2     | 14    | Ед Далер           | F       | США          | Філадельфія Ворріорз   | Дюкейн            |
| 2     | 15    | Ед Гайда           | G/F     | США          | Трі-Сітіз Блекгокс     | Вашингтон Стейт   |
| 2     | 16    | Білл Шарман^       | G       | США          | Вашингтон Кепітолз     | УПК               |
| 2     | 17    | Воллі Остеркорн    | F/C     | США          | Чикаго Стегз           | Іллінойс          |
| 2     | 18    | Герб Шерер         | C       | США          | Нью-Йорк Нікс          | Лонг-Айленд       |
| 2     | 19    | Джим Ріффі         | F       | США          | Форт-Вейн Пістонс      | Талені            |
| 2     | 20    | Пол Анру#          | F       | США          | Індіанаполіс Олімпіанз | Бредлі            |
| 2     | 21    | Джордж Станіч#     | G/F     | США          | Рочестер Роялз         | УКЛА              |
| 2     | 22    | Гал Гаскінс#       | G/F     | США          | Міннеаполіс Лейкерс    | Гемлін            |
| 2     | 23    | Джеральд Калабресе | G       | США          | Сірак'юс Нешиналз      | Сент Джонс        |

## Інші вибори
Цих гравців на драфті НБА 1985 вибрали після другого раунду, але вони зіграли в НБА принаймні одну гру.

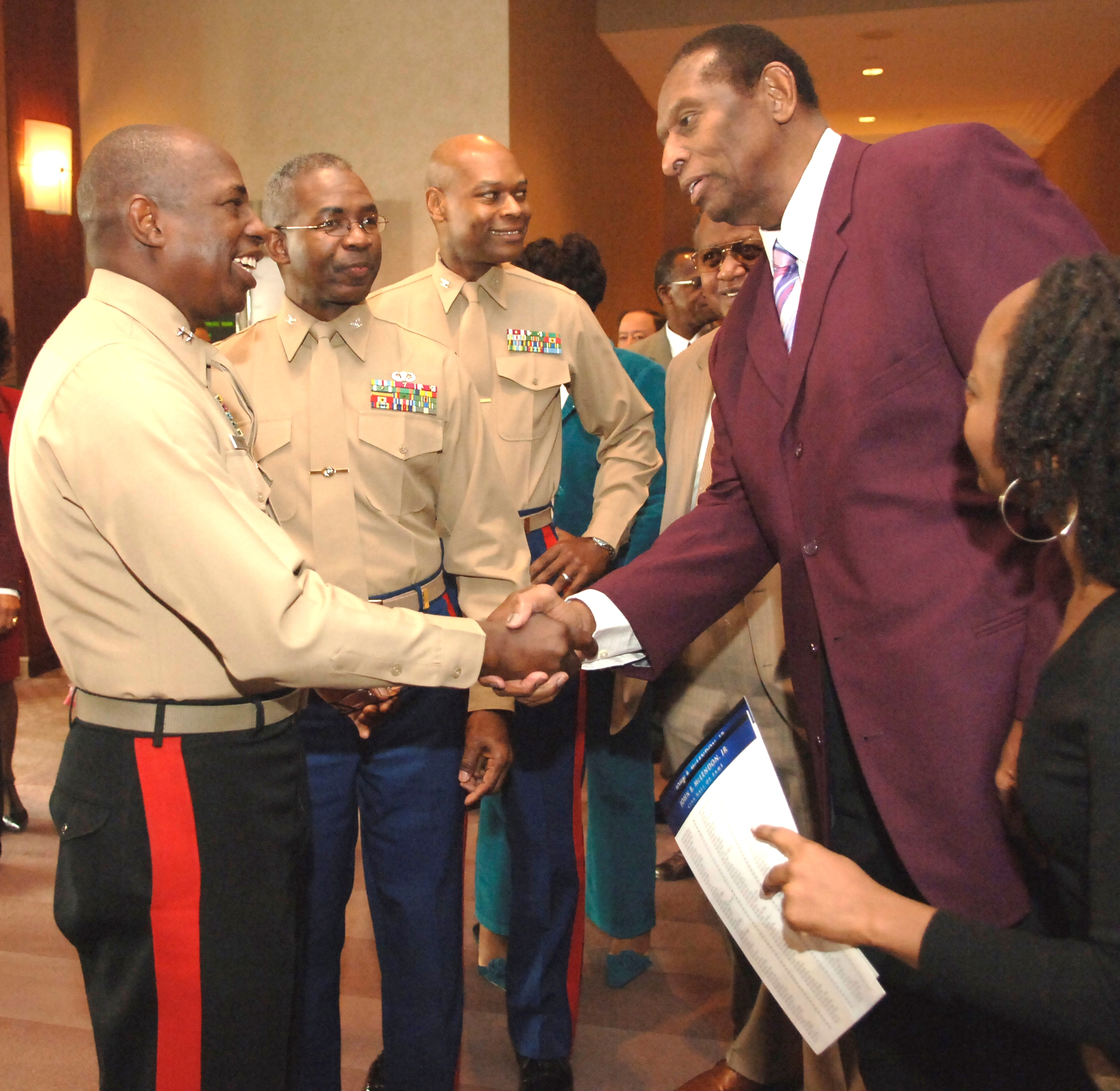
Обраний під 100-м номером Ерл Ллойд (праворуч) став першим афороамериканцем, який зіграв у грі НБА.

| Раунд | Вибір | Гравець        | Позиція | Громадянство | Команда НБА            | Коледж               |
| ----- | ----- | -------------- | ------- | ------------ | ---------------------- | -------------------- |
| 3     | 24    | Боб Донем      | G/F     | США          | Бостон Селтікс         | Огайо Стейт          |
| 3     | 25    | Дік Дікі       | G       | США          | Балтимор Буллетс       | НК Стейт             |
| 3     | 28    | Алан Соєр      | F       | США          | Вашингтон Кепітолз     | УКЛА                 |
| 3     | 31    | Арт Берріс     | F       | США          | Форт-Вейн Пістонс      | Теннессі             |
| 3     | 32    | Чак Мразович   | F       | США          | Індіанаполіс Олімпіанз | Східний Кентуккі     |
| 4     | 40    | Томмі О'Кіф    | G       | США          | Вашингтон Кепітолз     | Джорджтаун           |
| 4     | 41    | Кен Маррей     | G/F     | США          | Чикаго Стегз           | Сейнт-Бонавенче      |
| 4     | 46    | Бад Грант      | F       | США          | Міннеаполіс Лейкерс    | Міннесота            |
| 5     | 49    | Норм Мейгер    | F       | США          | Балтимор Буллетс       | СКНЙ                 |
| 5     | 50    | Айк Борсаведж  | F/C     | США          | Філадельфія Ворріорз   | Темпл                |
| 5     | 51    | Кал Крістенсен | F/C     | США          | Трі-Сітіз Блекгокс     | Толедо               |
| 5     | 52    | Клод Овертон   | G       | США          | Вашингтон Кепітолз     | Іст Сентрал Стейт    |
| 5     | 58    | Ед Біч         | F       | США          | Міннеаполіс Лейкерс    | Вест Вірджинія       |
| 6     | 60    | Френсіс Магоні | F       | США          | Бостон Селтікс         | Браун                |
| 6     | 68    | Ральф О'Браєн  | G       | США          | Індіанаполіс Олімпіанз | Батлер               |
| 7     | 80    | Ліон Блевінс   | G       | США          | Індіанаполіс Олімпіанз | Аризона              |
| 7     | 82    | Джо Гаттон     | G       | США          | Міннеаполіс Лейкерс    | Гемлін               |
| 8     | 89    | Джордж Кінг    | G       | США          | Чикаго Стегз           | Морріс Гарві         |
| 9     | 99    | Нейт Делонг    | C       | США          | Трі-Сітіз Блекгокс     | Рівер Фоллс Стейт    |
| 9     | 100   | Ерл Ллойд      | F/C     | США          | Вашингтон Кепітолз     | Вест Вірджинія Стейт |